# Manuel António Machado
Manuel António Machado (Luanda, 24 de dezembro de 1985) é um futebolista profissional angolano que atua como defensor.

## Carreira
Machado representou o elenco da Seleção Angolana de Futebol no Campeonato Africano das Nações de 2008.